# Батлер, Лайнел
Лайнел Батлер (англ. Lionel Butler; род. 25 июля 1967, Богалуса, Луизиана, США) — американский боксёр-профессионал, выступающий в супертяжелой весовой категории.

## Профессиональная карьера
Боксёр средней руки в 90-х годах. Был первым соперником Риддика Боу. Из-за неудачного менеджмента в первых 17-и боях потерпел 10 поражений. Казалось бы стал «мешком». Однако после этого собрался и выдал беспроигрышную серию из 17 поединков.
18 августа 1992 года Батлер нокаутировал в 1 раунде экс чемпиона мира Тони Табса. В 1994 году Батлер побеждает другого экс-чемпиона мира Джеймса «Костолома» Смита нокаутом в 4 раунде.
В 1995 в элиминаторе проиграл Ленноксу Льюису. Затем начал опять чередовать поражения с победами.
В 2010 году проиграл нокаутом Андрею Федосову.